# 博博夫多爾市鎮

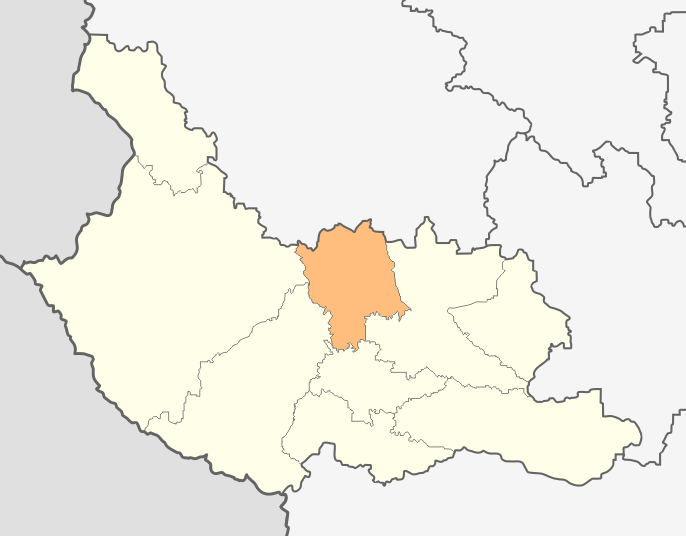

博博夫多爾市，是保加利亞的城鎮，位於該國西部，由丘斯滕迪爾州負責管轄，首府設於博博夫多爾，面積206.19平方公里，2011年人口9,067，人口密度每平方公里43.97人。
42°22′N 23°1′E / 42.367°N 23.017°E